# Mietshaus Ludwig August Albert Stock
Das Mietshaus Ludwig August Albert Stock steht im Stadtteil Serkowitz der sächsischen Stadt Radebeul, in der Schumannstraße 21. Das mit der Einfriedung unter Denkmalschutz stehende Wohngebäude errichtete 1895/1896 die Baufirma „Gebrüder Ziller“ für den Dresdner Klempnermeister Ludwig August Albert Stock als Wohngebäude mit Nebenhaus.

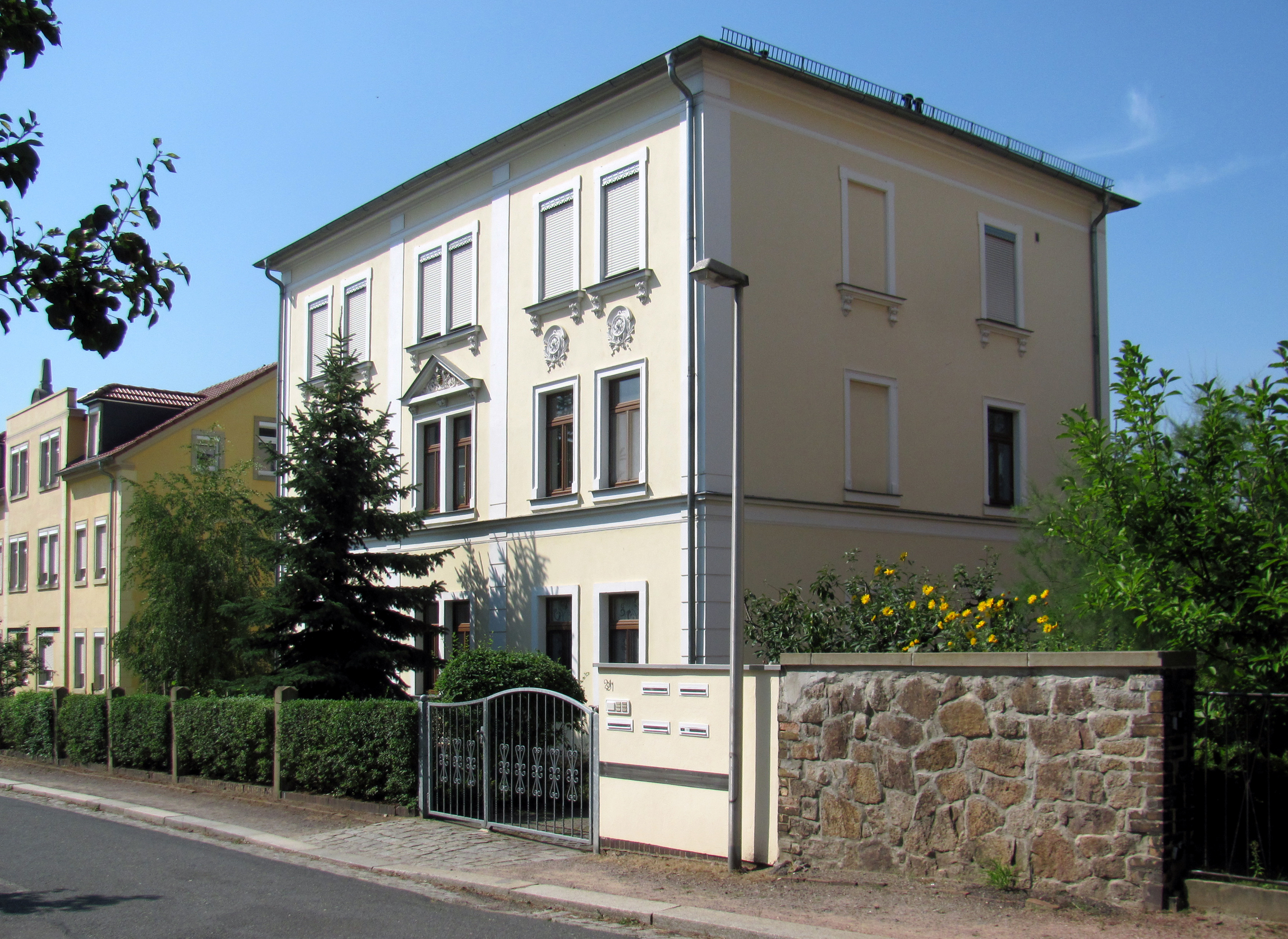
Mietshaus Ludwig August Albert Stock

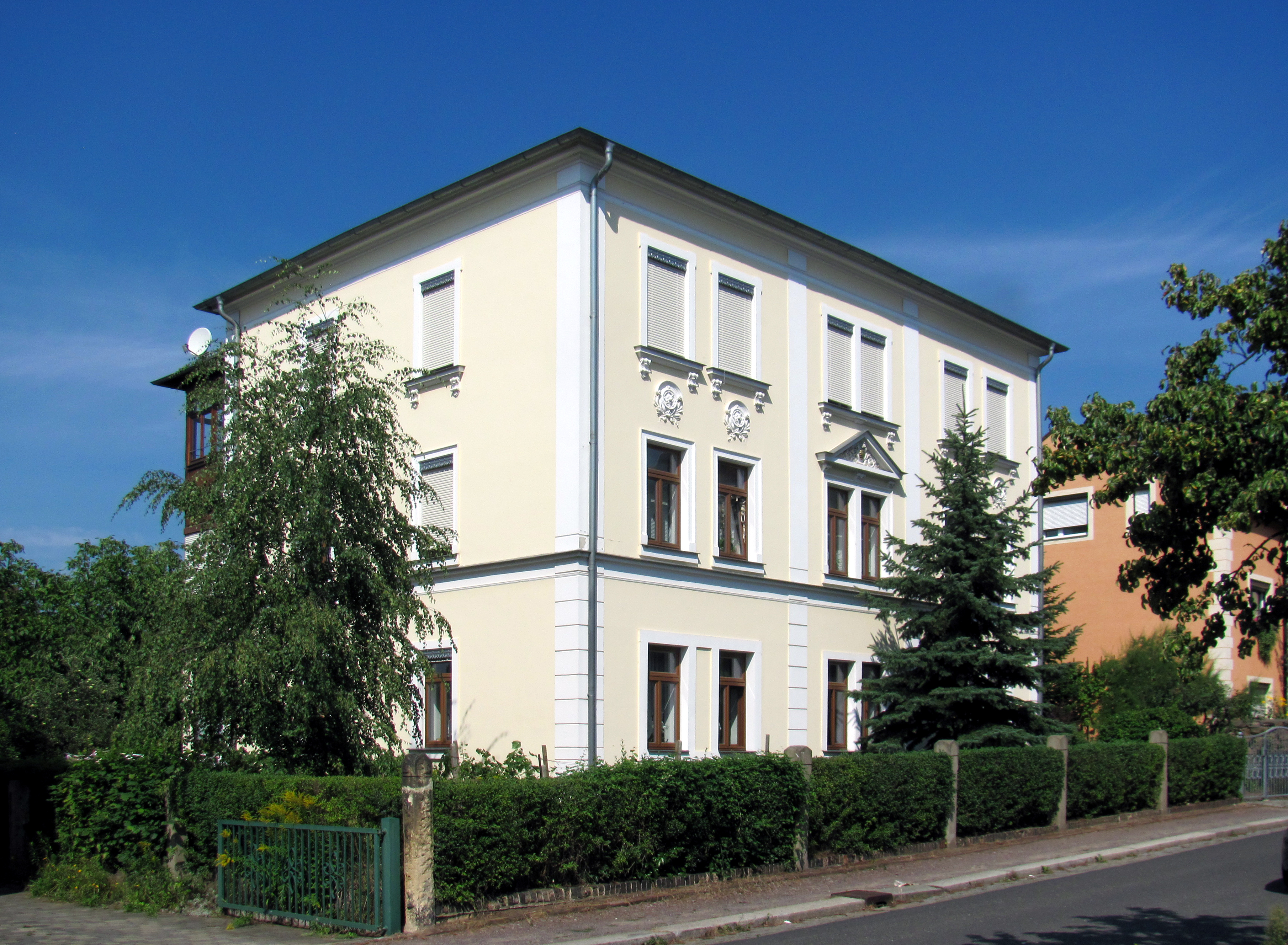
Mietshaus Ludwig August Albert Stock

## Beschreibung
Das dreigeschossige, freistehende Mietshaus hat ein flachgeneigtes Walmdach, in das 1913 Bodenkammern und Dachgauben eingebaut wurden. Die symmetrisch angelegte Straßenfassade von sechs Achsen Breite wird mittig durch Zwillingsfenster betont, die im ersten Obergeschoss durch eine Dreiecksgiebelverdachung bekrönt werden.
Das verputzte Gebäude wird durch Lisenen gegliedert, zwischen Erd- und Obergeschoss befindet sich ein Sohlbankgesims und zwischen den vier äußeren Fenstern der beiden Obergeschosse ist Stuckornamentik angebracht.
Auf der Gebäuderückseite wurde 1903 eine Veranda angebaut.